# Opostegoides albellus
Opostegoides albellus là một loài bướm đêm thuộc họ Opostegidae. Nó được miêu tả bởi Sinev năm 1990, và được tìm thấy ở Nhật Bản.
Sải cánh dài khoảng 10 mm.